# Adolfo FitzClarence
El contralmirante Lord Adolfo FitzClarence (Bushy House, 18 de febrero de 1802-Newburgh Priory, 17 de mayo de 1856) fue un oficial de la Marina Real británica e hijo ilegítimo del príncipe Guillermo, el futuro Guillermo IV, y su amante Dorotea Jordan. FitzClarence se unió a la Marina Real en 1813. En el año siguiente se unió a una cuarta clase que prestó servicio en la Guerra de 1812, participando en el bloqueo fallido y la persecución del USS Constitution. FitzClarence vio servicio frecuente en el Mar Mediterráneo. Con el patrocinio del contraalmirante Sir Thomas Fremantle, FitzClarence recibió más educación naval del comandante William Henry Smyth y sirvió en las Islas Jónicas defendiendo la neutralidad británica en la Guerra de independencia de Grecia.
FitzClarence fue ascendido a comandante en 1823 y, en rápida sucesión, comandó dos bergantines en el Mar del Norte, antes de ser ascendido a capitán a finales de año. Su rápido ascenso en las filas fue resultado de la influencia de su padre. Después de otro período sirviendo en el Mediterráneo, FitzClarence fue empleado escoltando a dignatarios, como George Ramsay, IX conde de Dalhousie, hacia y desde sus puestos en el extranjero. Pasó un tiempo en India, Canadá y frente a Lisboa, este último en respuesta al estallido de las guerras liberales.
En 1830, el padre de FitzClarence fue coronado rey. En rápida sucesión, FitzClarence recibió el mando del yate real HMY Royal George, fue creado Caballero de la Gran Cruz de la Orden Real Güélfica, y lo nombró Groom of the Robes. Lo llamaron solamente ocasionalmente a capitanear el Royal George. Cuando su padre murió en 1837, la prima de FitzClarence, Victoria, asumió el trono y, para su sorpresa, permitió que FitzClarence continuara al mando del yate real, que fue reemplazado por HMY Victoria and Albert. Comandó el nuevo yate en viajes para Victoria y su familia, incluidas revisiones de flota y visitas diplomáticas a Francia. FitzClarence se retiró de la Marina Real al ser ascendido a contraalmirante en 1853 y murió, soltero, tres años después.

## Primeros años de vida
Adolfo FitzClarence nació en Bushy Park, Middlesex, ahora Gran Londres, el 18 de febrero de 1802. Fue el séptimo hijo ilegítimo del príncipe Guillermo, duque de Clarence y su amante, la actriz Dorotea Jordan. Clarence nombró a la mayoría de sus hijos en honor a sus hermanos. FitzClarence recibió su nombre del príncipe Adolfo, duque de Cambridge. FitzClarence fue especialmente cercano a su madre, de quien heredó el amor por el teatro. En 1808 lo describió como:

realmente el mejor niño que he visto en mi vida y ciertamente el más hermoso de todos los míos.

Clarence descartó a Jordan en 1811 cuando lo presionaron para que se casara con una princesa extranjera y produjera un heredero legítimo. FitzClarence asistió a un internado en Sunbury-on-Thames y luego, en 1813, con las guerras napoleónicas en curso, se unió a la Marina Real británica.

## Carrera militar

### Guerra de 1812

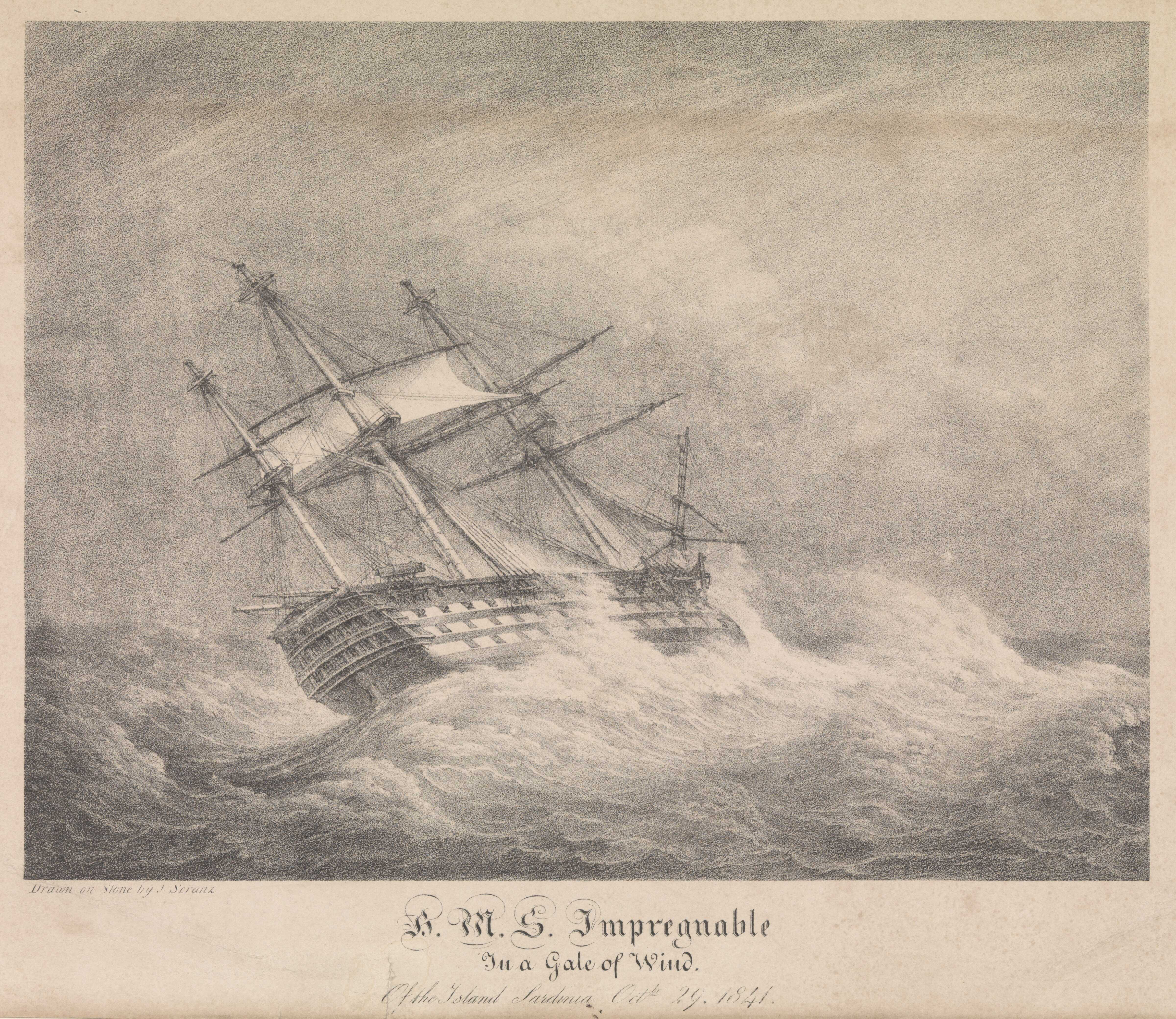
HMS Impregnable, el primer barco en el que sirvió FitzClarence.

Como voluntario de primera clase, FitzClarence se unió al buque de línea de 98 cañones HMS Impregnable el 26 de mayo de 1814. Impregnable formó parte de la escolta encargada de llevar a los monarcas aliados de Gran Bretaña, Alejandro I de Rusia y Federico Guillermo III de Prusia, desde Calais a Dover para las celebraciones de paz. El padre de FitzClarence, como almirante de la flota, comandaba la escolta con el Impregnable como buque insignia. El proceso se completó el 6 de junio. Mientras Clarence se quedó en Impregnable para organizar el regreso de Alejandro y Federico a Francia, FitzClarence fue transferido para servir a bordo del HMS Newcastle de cuarta categoría de 50 cañones el 15 de junio.
Con la Guerra de 1812 en curso, Newcastle zarpó de Spithead el 23 de junio como escolta de un convoy que viajaba a Halifax, Nueva Escocia. El barco capturó a un corsario estadounidense en el camino y llegó el 17 de septiembre, después de lo cual se unió al bloqueo de la fragata USS Constitution de 44 cañones en Boston. Durante esto, FitzClarence fue ascendido a guardiamarina el 14 de octubre. El Constitution escapó del bloqueo en diciembre, y el Newcastle fue uno de los tres barcos que lo persiguieron hasta las islas de Cabo Verde, desde donde el barco escapó de los británicos y regresó a Boston después de una breve escaramuza el 11 de marzo de 1815. El Newcastle pasó un tiempo en Barbados, Halifax y Quebec antes de regresar a Gran Bretaña el 26 de septiembre.

### Servicio mediterráneo
El Newcastle fue dado de baja y después de dos meses de licencia, FitzClarence se unió a la fragata HMS Tagus de 38 cañones el 27 de noviembre. Se hizo amigo de toda la vida del guardiamarina Charles Fremantle, un futuro almirante, que se unió a Tagus al mismo tiempo. Tagus se unió a la Flota del Mediterráneo a principios de 1816, donde se estaban llevando a cabo conversaciones con Argel para detener la práctica de la esclavitud cristiana en los Estados de Berbería. Como parte de este proceso, Tagus navegó a Constantinopla, llevando diplomáticos argelinos en mayo. A Tajo se le negó el permiso para pasar por los Dardanelos y esperó el regreso de los diplomáticos en las Islas Tavşan. Al darse cuenta de que se retrasarían mucho, Tagus regresó a la Flota del Mediterráneo en agosto, pero solo llegó a Malta el 31 de agosto y se perdió el bombardeo de Argel por cuatro días.
La mayoría de la Flota del Mediterráneo regresó a Gran Bretaña tras el bombardeo, pero Tagus y FitzClarence permanecieron en el Mediterráneo, con base frente a las Islas Jónicas durante gran parte de 1817 para asegurarse de que la plaga no se extendiera al continente. Durante tres meses durante el verano, FitzClarence partió de Tagus para servir en el buque insignia en el Mediterráneo, el HMS Albion. Durante este período visitó Palermo, Nápoles, Livorno y Malta. FitzClarence luego regresó a Tagus, que en abril de 1818 navegó a Alejandría, escoltando a dos hijos de Sulaymán de Marruecos a Tánger.

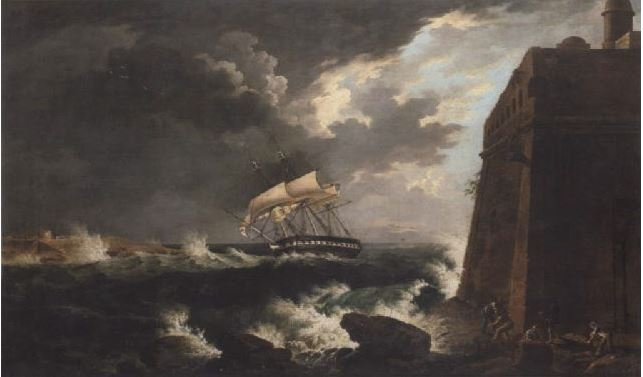
HMS Tagus, con FitzClarence a bordo, llegando al puerto de Marsamxett, Malta, en 1815.

Se unió al barco para el viaje el hermano de FitzClarence, el capitán Jorge FitzClarence, que llevaba despachos del ejército británico desde la India a Gran Bretaña. Jorge comentó sobre la sorprendente habilidad de los hermanos FitzClarence para encontrarse por casualidad, ya que Adolfo y Jorge se habían cruzado muy brevemente antes durante la persecución de Constitution. Tagus llegó a Malta el 15 de mayo y permaneció en el Mediterráneo hasta noviembre, cuando regresó a Gran Bretaña para ser dado de baja.
FitzClarence partió de Tagus el 26 de diciembre y poco después se unió al buque de línea HMS Rochfort de 74 cañones. También sirvió en Rochfort otro de los hermanos de FitzClarence, el guardiamarina Augusto FitzClarence. Rochfort fue designado como el nuevo buque insignia para el Mediterráneo bajo el mando del contralmirante Sir Thomas Fremantle, el padre del amigo de FitzClarence, Charles, quien pronto también se uniría al barco. El capitán anterior de FitzClarence en Tagus informó al anciano Fremantle que FitzClarence era «prometedor, pero su ojo (el apéndice más necesario de un marinero) le impide ser tan rápido como debería».
FitzClarence probablemente tenía un ojo dañado. El político Sir William Fraser registró que FitzClarence «era un hombre de apariencia peculiar. Con un párpado caído, mantuvo la cabeza en un ángulo particular». Rochfort llegó al Mediterráneo el 3 de marzo de 1819, y en abril, Fremantle transfirió a su hijo y a FitzClarence a la balandra de 10 cañones HMS Aid. El barco se empleó en tareas topográficas en las islas Jónicas y el mar Adriático bajo el mando del comandante William Henry Smyth, a quien Fremantle consideró un «notablemente buen astrónomo, dibujante y topógrafo». Era la esperanza del almirante que al enviar a los dos a Smyth mejorarían sus habilidades de navegación. FitzClarence regresó a Rochfort en julio y posteriormente visitó Argel y Túnez como parte de los esfuerzos anglo-franceses para detener laa piratería berberisca por medios diplomáticos. A principios de diciembre, Fremantle le informó a Clarence que estaba «bastante satisfecho» con los dos hermanos FitzClarence en Rochfort.
Dos semanas después, el almirante falleció en Nápoles. Rochfort regresó a casa con la familia de Fremantle en febrero de 1820, pero FitzClarence se quedó en el Mediterráneo trasladándose a la fragata HMS Glasgow , de 40 cañones, cuyo capitán se convirtió en comandante en jefe tras la muerte de Fremantle. Glasgow sirvió inicialmente frente a las Islas Jónicas antes de ser estacionado frente a Nápoles cuando se pensó que Austria podría invadir la nación. El barco fue dado de baja en Portsmouth en marzo de 1821.

### Teniente
FitzClarence fue ascendido a teniente el 23 de abril. Su primer destino como teniente llegó en noviembre cuando fue enviado a la fragata HMS Euryalus de 42 cañones, inicialmente en Spithead pero expectante de navegar hacia el Mediterráneo. Antes de que esto sucediera, Clarence visitó el barco para inspeccionarlo el 29 de enero de 1822 y pasó tres horas a bordo. Euryalus partió hacia el Mediterráneo poco después y fue estacionado en las Islas Jónicas como parte de la respuesta británica a la Guerra de independencia de Grecia. Tanto Gran Bretaña como los jonios eran partes neutrales en el conflicto, pero con estrechos vínculos entre las islas y Grecia, Euryalus se empleó para garantizar que no se brindara ayuda a los griegos y para derrotar a los corsarios griegos que merodeaban.
Posteriormente, Euryalus fue enviado a varias misiones diplomáticas, primero visitó Nápoles en noviembre para obsequiar un retrato al papa Pío VII y luego viajó a Túnez para continuar las conversaciones contra la piratería en junio de 1823. FitzClarence continuó en Euryalus hasta el 13 julio cuando, en Zante, se enteró de su ascenso a comandante que había tenido lugar el 17 de mayo. Regresó a Gran Bretaña a través de Malta poco después.

### Primeros comandos
El primer comando de FitzClarence llegó el 9 de enero de 1824 cuando se unió al bergantín HMS Brisk de 10 cañones, cuyo comandante anterior se había ahogado en Sheerness dos semanas antes. Estuvo al mando de Brisk en la estación del Mar del Norte hasta el 28 de febrero, cuando fue transferido para comandar el bergantín HMS Redwing de 18 cañones, también en el Mar del Norte. Su primer servicio en Redwing fue escoltar a Clarence, navegando en HMY Royal Sovereign, desde el Támesis a Plymouth y viceversa. FitzClarence se reunió con su padre nuevamente en Spithead en octubre cuando Clarence inspeccionó la flota allí, incluida una visita de media hora a Redwing. Mientras Clarence pasaba de un lado a otro alrededor de la flota, Redwing se vio obligado a disparar siete salvas de 21 cañones en tres horas. Posteriormente, el barco se envió a Newcastle-upon-Tyne para ayudar a sofocar los disturbios entre los marineros mercantes allí a pedido del alcalde.

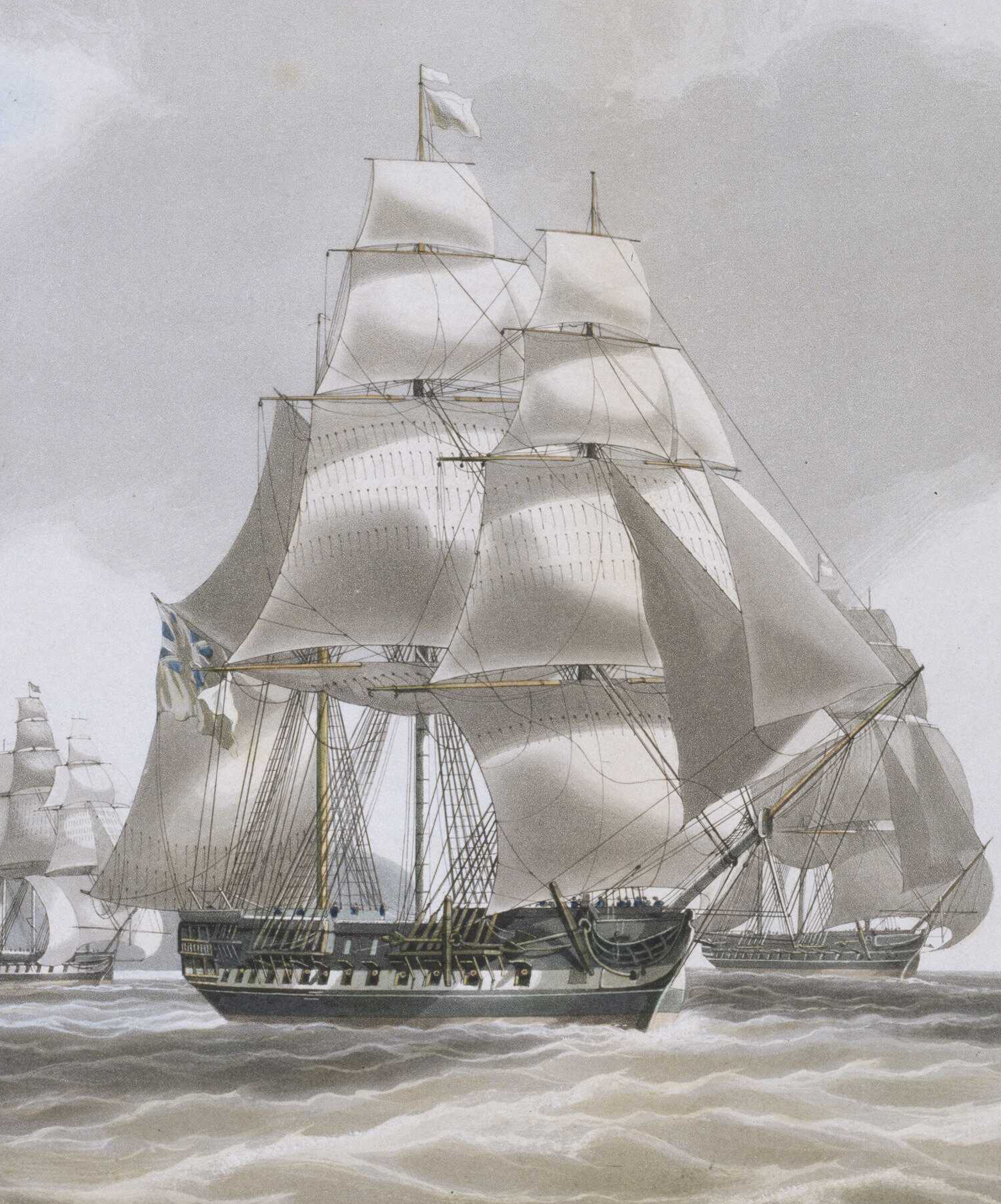
HMS Ariadne, primer mando de FitzClarence como capitán.

Con solo veintidós años, FitzClarence fue ascendido a capitán el 24 de diciembre. Esta rápida promoción se produjo debido a la fuerte influencia de su padre Clarence, y fue igualada en el servicio solo por el ascenso de Richard Saunders Dundas, cuyo padre era el entonces primer lord del Almirantazgo. FitzClarence dejó Redwing en enero de 1825 y pasó un año en half pay (salario dado a un oficial que no se encuentra en servicio), antes de que el 9 de febrero de 1826 fuera designado para comandar el post ship de 20 cañones HMS Ariadne. Esta fue otra ocasión en la que FitzClarence reemplazó a un capitán en circunstancias inusuales, el comandante anterior de Ariadne había sido despedido por comprar una esclava en Zanzíbar para usarla como prostituta.

### Regreso al Mediterráneo
FitzClarence navegó Ariadne al Mediterráneo en junio, llevando dinero para las tesorerías de Gibraltar, Malta y Corfú . Habiendo completado este deber, FitzClarence regresó a las Islas Jónicas, donde nuevamente sirvió para preservar la neutralidad en la Guerra de Independencia griega en curso. Lo más probable es que conoció a otro de sus hermanos, el teniente coronel Federico FitzClarence, mientras que este último sirvió con su unidad del ejército británico en Corfú. En noviembre, el gobernador de Malta, Francis Rawdon-Hastings, primer marqués de Hastings, murió en la bahía de Nápoles. El Ariadne, en ese momento en Nápoles, fue enviado para devolver su cuerpo a Malta. A principios de 1827, el barco llevó al gobernador suplente, Sir Frederick Ponsonby, de Corfú a Malta. Mientras estaba en Corfú, FitzClarence se enteró de que el hermano mayor de su padre, el príncipe Federico, duque de York y Albany, había muerto, dejando a Clarence heredero del trono.
Continuando con la tendencia de conocer a sus hermanos en el curso de sus deberes navales, en mayo FitzClarence transportó a su hermana Amelia FitzClarence a través del Adriático junto a Lucius Cary, X vizconde de Falkland, con quien se casaría tres años después. FitzClarence continuó al mando del Ariadne en el Mediterráneo hasta el 28 de septiembre, cuando fue reemplazado. Por lo tanto, se perdió su segunda batalla naval, la Batalla de Navarino que tuvo lugar tres semanas después. FitzClarence regresó a Gran Bretaña como pasajero en la fragata HMS Seringapatam de 46 cañones. Llegó a Portsmouth justo cuando su padre, que había sido nombrado lord gran almirante del Reino Unido, estaba haciendo una inspección de la flota y como tal fue visitado por él antes de abandonar el barco.

### Funciones diplomáticas y de escolta

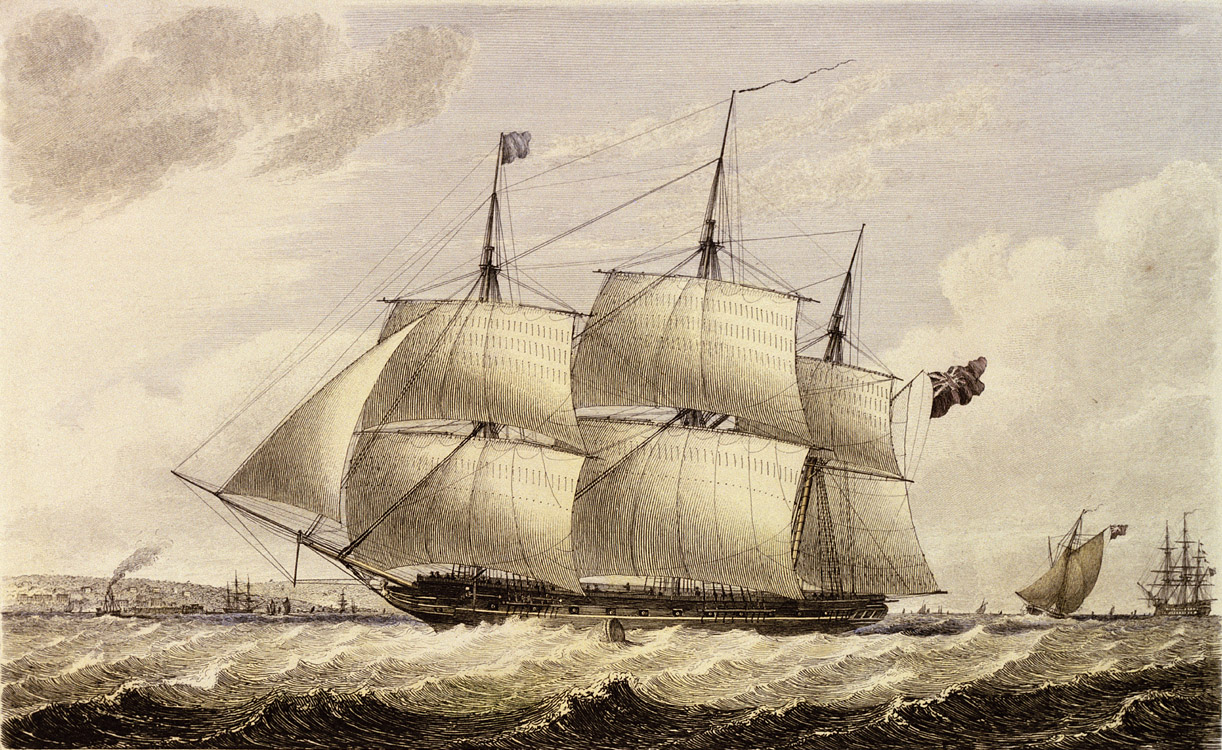
HMS Challenger navega hacia Lisboa al mando del FitzClarence, obra de Henry Moses.

FitzClarence recibió su próximo mando, el de la fragata HMS Challenger de 28 cañones, en diciembre. El barco zarpó de Portsmouth en marzo de 1828 para unirse a la estación de Lisboa, protegiendo los intereses británicos mientras Portugal se dirigía hacia el inicio de las guerras liberales. Las fuerzas británicas tenían poco que hacer y los barcos regresaron a Gran Bretaña en mayo. El Challenger fue enviado a Canadá en junio, donde llevó al nuevo gobernador general de Canadá, Sir James Kempt, de Halifax a Quebec. FitzClarence luego tomó a bordo al titular anterior de esa oficina, George Ramsay, IX conde de Dalhousie, y lo acompañó a casa en Escocia. El 28 de agosto, Clarence, que pronto dejaría su puesto como lord gran almirante, usó su influencia para que a FitzClarence le fuera otorgado el mando de la fragata de 42 cañones HMS Pallas.
Pallas estaba en ese momento bajo el mando del viejo amigo de FitzClarence, Charles Fremantle, quien realizó un intercambo con él para tomar el mando del Challenger. Continuando con la relación entre los FitzClarence y los Fremantle, el hermano menor de Charles, el guardiamarina Stephen Grenville Fremantle, había estado sirviendo a las órdenes de FitzClarence en el Challenger y fue transferido con él a Pallas. Habiendo comenzado las guerras liberales, en diciembre Palas fue enviado con varios otros barcos para preservar las Azores, controladas por el bando liberal, de una expedición miguelista que navegaba desde Gran Bretaña para atacarlas. FitzClarence fue oficial británico de alto rango en el bloqueo hasta que Pallas regresó a Plymouth en febrero de 1829.
A su llegada, el Almirantazgo exigió un informe de FitzClarence sobre dos artículos de noticias sobre su servicio frente a las Azores que habían aparecido en The Times sin el conocimiento previo de los hechos por parte del Almirantazgo. El primero de estos artículos sugirió que FitzClarence no había podido evitar que un barco mercante estadounidense rompiera el bloqueo y desembarcara a 300 soldados portugueses, y el segundo informó que FitzClarence y tres de sus hombres habían sido heridos por soldados portugueses por una disputa sobre el suministro de agua mientras estaban en tierra. FitzClarence argumentó en su informe al Almirantazgo que ambos artículos de The Times fueron extremadamente exagerados.
Más adelante en el año, FitzClarence nuevamente actuó como escolta de Dalhousie, quien había sido nombrado Comandante en Jefe de la India. Pallas partió de Gran Bretaña el 20 de julio llevando a Dalhousie y John Turner, obispo anglicano de Calcuta, a la India, llegando el 9 de diciembre tras detenerse en Madeira y el Cabo de Buena Esperanza. Alrededor de enero de 1830, el barco partió hacia Gran Bretaña con el anterior comandante en jefe Stapleton Cotton, I vizconde de Combermere, a bordo. Hicieron paradas en el Cabo, Santa Elena y la Isla Ascensión, en este último lugar agregaron tortugas a un cargamento que ya incluía un tigre de Bengala, un guepardo, un alce, una cabra de Angora y varios antílopes. El barco llegó a Spithead el 30 de abril.

### Favores reales

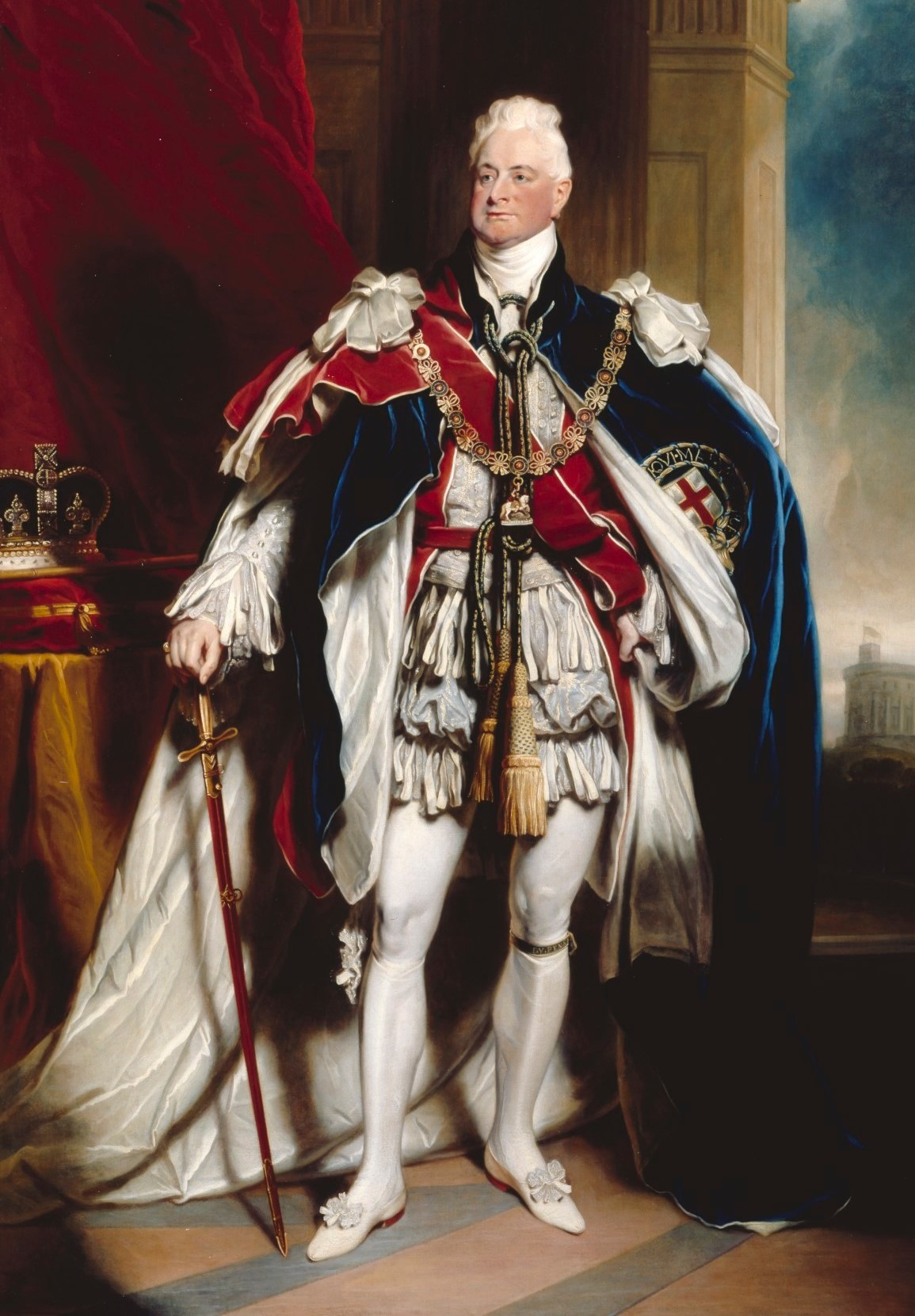
El padre de FitzClarence, Guillermo IV, en 1833.

Jorge IV murió el 26 de junio y el padre de FitzClarence ascendió al trono como Guillermo IV. FitzClarence recibió el mando del yate real HMY Royal George el 22 de julio y se convirtió en Groom of the Robesdos días después. A pesar de su nuevo papel con Royal George, FitzClarence tenía un último deber que cumplir en Pallas, navegando hacia Halifax en el mismo mes para llevar a casa a su hermana María Fox y su esposo Charles Richard Fox. El barco regresó a Portsmouth el 8 de septiembre y FitzClarence dejó el mando un día después.
Como hijos ilegítimos, FitzClarence y sus nueve hermanos habían ya ocupado y seguirían ocupando posiciones controvertidas dentro de la sociedad británica; con su padre ahora monarca se aprovecharon, pidiéndole nuevos títulos, cargos oficiales y dinero. El 24 de mayo de 1831, William otorgó a FitzClarence el rango de hijo menor de un marqués mediante una orden real de precedenecia, lo que le permitió ser conocido como Lord Adolfo FitzClarence. Continuando con las recompensas a sus hijos ilegítimos, el 24 de febrero de 1832 William nombró a FitzClarence Caballero de la Gran Cruz de la Real Orden Guélfica, y posteriormente se convirtió en Lord of the Bedchamber el 5 de enero de 1833, momento en el que renunció a su papel anterior como Groom of the Robes. FitzClarence fue el único de sus cinco hermanos que se mantuvo en buenos términos con su padre durante todo su reinado.
El mando de FitzClarence al Royal George era casi completamente nominal, ya que el barco rara vez salía de Portsmouth. En 1832 y 1833, la princesa Victoria, duquesa de Kent, y su hija, la princesa Victoria, la heredera al trono, utilizaron el buque de abasto del Royal George, el Emerald, para viajes al norte de Gales, pero Adolfo no estaba incluido en estos. La mayor Victoria se esforzó para que su hija del mismo nombre evitara a los hijos ilegítimos de William, quienes creía que la «contaminarían» con su compañía. En cambio, a FitzClarence se le dieron otros pequeños trabajos para completar, como en 1832 escoltar la fragata modelo Royal Louisa para presentarla a Federico Guillermo de Prusia en Potsdam. En 1834, FitzClarence completó su único servicio importante en Royal George, llevando a su madrastra Adelaida de Sajonia-Meiningen a Holanda y de regreso. William nunca usó el yate durante su reinado.
FitzClarence tomó el mando del yate Firebrand en 1835 para llevar a Augusto, duque de Leuchtenberg desde Ostende a Woolwich en su camino para casarse con María II de Portugal. Guillermo intentó convertirlo en guardabosques de Home Park (Windsor), en enero de 1837, pero el primer ministro, William Lamb, segundo vizconde de Melbourne, rechazó el nombramiento, para «mortificación y decepción» de Guillermo.

### Ascensión de Victoria

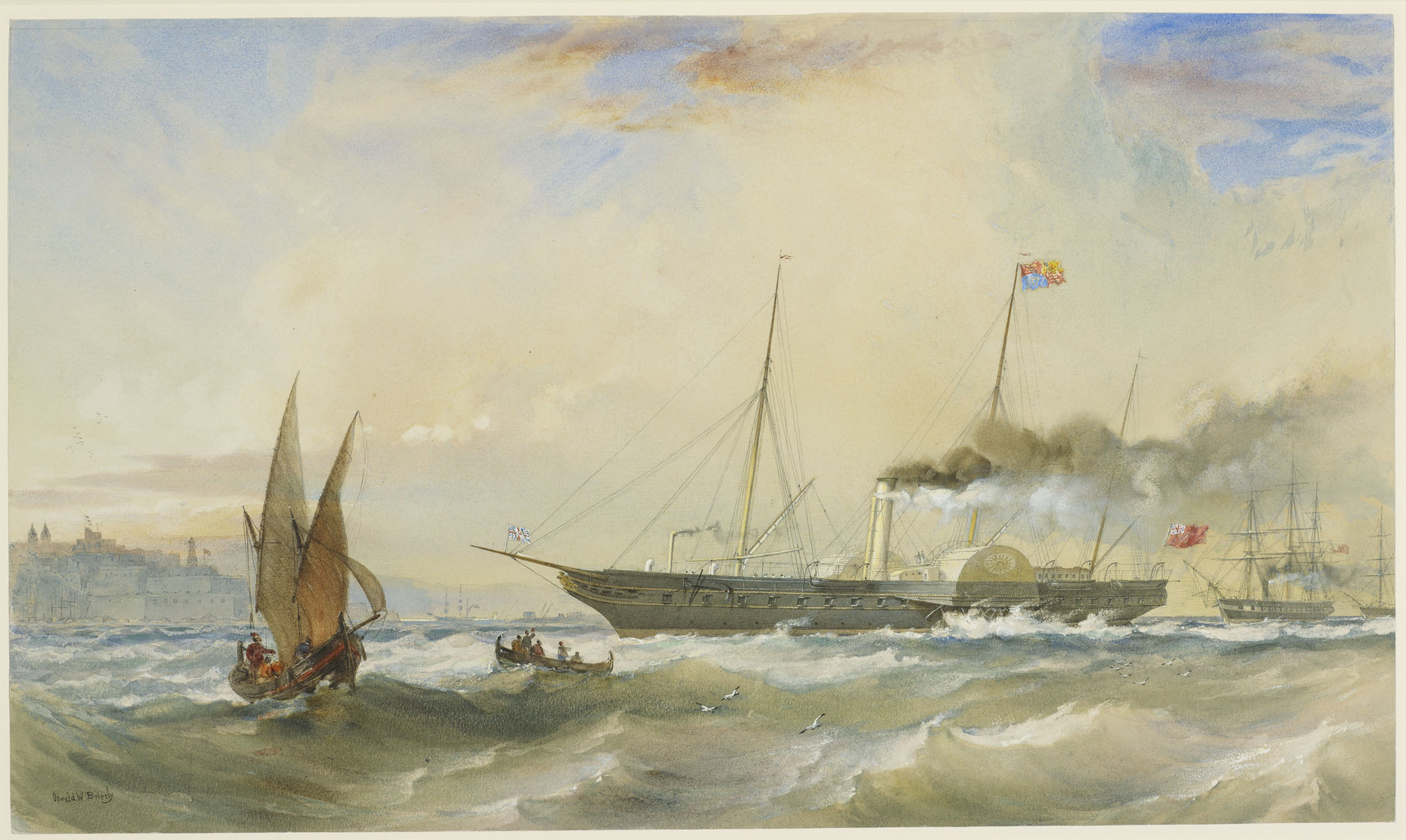
HMY Victoria and Albert, del cual FitzClarence fue su primer capitán.

Victoria sucedió a Guillermo el 20 de junio de 1837. FitzClarence perdió su posición como Lord of the Bedchamber. Como hijo ilegítimo del exmonarca, FitzClarence no esperaba conservar ninguno de sus roles o posiciones privilegiadas dentro de la élite británica, pero Victoria lo mantuvo al mando de Royal George y continuó pagando la asignación que su tío George IV le había dado primero a él. Victoria informó que él:

se echó a llorar, y dijo que era inesperado, porque [ni él y sus hermanos] se atrevían a esperar nada.

Victoria utilizó a Royal George con más frecuencia que el padre de FitzClarence y su familia. Hizo su primera visita al yate el 28 de febrero de 1842 durante una visita a la flota en Portsmouth, y utilizó el barco en agosto para viajar de Woolwich a Leith para comenzar una gira por Escocia. El viaje fue pobre para el Royal George, teniendo que ser remolcado incómodamente la mayor parte del camino por dos barcos de vapor ya que el viento estaba en contra de ellos. Victoria eligió regresar a Woolwich en un barco de vapor en lugar del Royal George, y poco después decidió reemplazar el barco.
FitzClarence fue nombrado capitán del yate real de reemplazo, el vapor de ruedas HMY Victoria and Albert. El barco fue puesto en servicio en Deptford el 8 de agosto. Más tarde ese mes, Victoria, Alberto, el príncipe consorte y el ministro del Interior Sir James Graham, viajaron en el Victoria and Albert a Dartmouth, Plymouth y Falmouth, antes de navegar a Le Tréport para reunirse con Luis Felipe I, en el primer viaje de un monarca inglés a Francia desde el Campo de la tela de oro en 1520. FitzClarence luego llevó a la comitiva real a Ostende el 12 de septiembre para visitar al tío de Victoria, Leopoldo I de Bélgica.

### Servicio posterior en yates reales

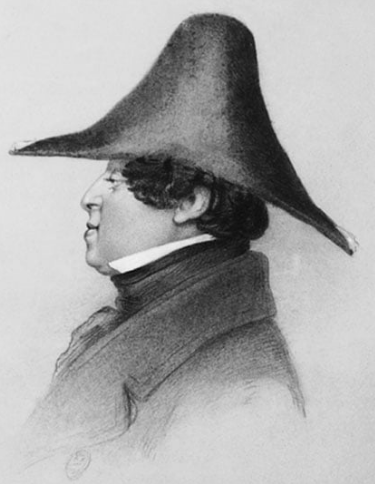
Retrato póstumo de FitzClarence con sombrero de almirante por Rosa Koberwein, 1877.

Victoria usó el yate real nuevamente en octubre de 1844 para revisar una flota combinada anglo-francesa en Spithead en honor a la visita de Luis Felipe I. En junio del año siguiente, FitzClarence volvió a comandar a Victoria and Albert en Spithead, mientras Victoria hacía una revisión del Escuadrón Experimental allí. Victoria y Albert luego usaron el yate para viajar a Alemania más adelante en el año e hicieron una segunda visita a Le Tréport. Los años posteriores de la carrera de FitzClarence los pasó al mando del yate en varios cruceros para Victoria y su familia por Irlanda y Europa continental; fue nombrado ayudante de campo naval de Victoria en 1848.
FitzClarence continuó con el yate real en la próxima década, siendo nombrado comodoro en octubre de 1852. Su último servicio importante con el Victoria and Albert se produjo el 11 de agosto de 1853, cuando Victoria utilizó el yate en una revisión de veinticinco buques de guerra de la Royal Navy en Spithead, durante la cual el barco condujo la flota mar adentro, donde tuvo una batalla simulada con varios otros buques de guerra. FitzClarence fue ascendido a contraalmirante en septiembre de 1853 y al mismo tiempo se retiró de la Royal Navy, poniendo fin a veintitrés años al mando de yates reales.
FitzClarence continuó como ayudante de campo de Victoria y, después de una larga enfermedad, murió en Newburgh Priory el 17 de mayo de 1856, a la edad de cincuenta y cuatro años. Nunca se casó. Victoria comentó al enterarse de su muerte que:

positivamente, él mismo se mató por vivir demasiado bien. Tenía solo 54 años, aunque parecía unos 10 o 12 años mayor.

El dinero había sido un problema para FitzClarence durante la mayor parte de su vida, y los fondos que le quedaban eran insuficientes para pagar sus deudas, gastos funerarios y legados. Fue enterrado en el cancel del presbiterio de la Iglesia de San Miguel, Coxwold.